# 오니즈카 에이키치
오니즈카 에이키치(鬼塚英吉, Onizuka Eikichi)는 《GTO (만화)》에 등장하는 주인공으로, 구 정발판 명칭은 한자를 그대로 반영한 영길.

## 소개
- 오니즈카 에이키치(영길) - 성우: 타카기 와타루 / 데이비드 루커스 / 성완경

이 만화의 주인공이자 22세의 청년. 상남지역 폭주족 출신으로 염색한 금발에 귀걸이를 달고 다니며 자칭 '그레이트(Great: 위대한)'를 자칭하고 다니고 있다. 전 작품에서는 상남 지역에서 '상남의 귀신'으로 불렸던 사내이며 대학을 졸업한 이후 구직을 희망하고 있지만 번번이 낙방만 하였다. 그러고 나서 교사가 되겠다는 다짐을 하며 헤어스타일까지 바꾸며 새로운 인생을 시작하며 사립 세이린학원(한국명: 길상학원) 중등부 교사로 들어가 3학년 사회 교사로 활동하게 된다. 그러나 온갖 장난과 말썽많은 행동들로 인해 교사답지 못하다는 악평을 받아왔으며 동료교사들까지도 의심과 눈초리를 받아갔었고 특히 교장과 교감이 가장 증오하고 추방되어야 할 대상으로 낙인당한 적이 있고 2학년때는 미스즈 교장부임 하자 부담임으로 격하당하는 수모를 격기도 했다. 그러나 자신에게 매우 관대스러운 세이린학원 이사장과 학생들로부터는 학교에 꼭 잔류되어야 하는 교사이자 학교를 재밌게 만든다는 교사라는 평가를 듣기도 한다.